# NGC 6470
NGC 6470 је спирална галаксија у сазвежђу Змај која се налази на NGC листи објеката дубоког неба.
Деклинација објекта је + 67° 37' 9" а ректасцензија 17h 44m 14,7s. Привидна величина (магнитуда) објекта NGC 6470 износи 14,7 а фотографска магнитуда 15,4. NGC 6470 је још познат и под ознакама UGC 10974, MCG 11-21-25, CGCG 321-39, PGC 60778.